# Ozogamicine
Le terme ozogamicine dans les noms des anticorps monoclonaux ou des conjugués anticorps-médicament indique qu'ils sont liés à un agent cytotoxique de la classe des calicheamicines.
L'ozogamicine est très toxique, et potentiellement génotoxique. 